# Never Mind the Bollocks, Here’s the Sex Pistols
Never Mind the Bollocks, Here’s the Sex Pistols ist das einzige Studioalbum der britischen Band Sex Pistols. Es erschien am 28. Oktober 1977 beim Musiklabel Virgin Records in Großbritannien und wurde am 10. November 1977 in den Vereinigten Staaten veröffentlicht. Es wird dem Genre Punk zugerechnet und gilt als prägend für die Punkszene der späten 1970er Jahre.

## Entstehung

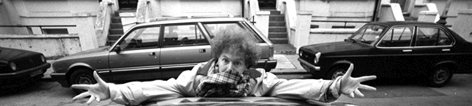
Der Sex-Pistols-Manager und -Initiator Malcolm McLaren

Der Manager der Sex Pistols, Malcolm McLaren, erfand den Gruppennamen. Er hatte zu dieser Zeit zusammen mit seiner Lebenspartnerin Vivienne Westwood eine Modeboutique namens Sex und sorgte so auch für die Ausstattung der Gruppe im Stil der dort erhältlichen exzentrischen Kleidung. McLaren versandte in großer Zahl Demotapes, um der Gruppe einen Plattenvertrag zu verschaffen.
Die erste Single Anarchy in the U. K. wurde von Dave Goodman produziert. Es gab die Idee, Syd Barrett als zusätzlichen Produzenten zu engagieren; das kam aber nicht zustande. EMI veröffentlichte die Single im November 1976. Sie wurde aber kurzfristig wieder zurückgezogen. Der Grund war der Medienrummel um den Auftritt der Sex Pistols in der Bill-Grundy-TV-Show Today (siehe auch Bromley Contingent). Sie waren in letzter Minute anstelle der Band Queen eingesprungen. Der Moderator Grundy provozierte sie in dieser Live-Show, unanständige Worte zu sagen. Auch wenn die Radiostationen die Single nicht spielten, wurde das programmatische Stück trotzdem ein Erfolg. Aufgrund dieses Skandals trennte sich ihr erstes Plattenlabel EMI von der Band.
Am 15. Mai 1976 nahmen sie in den Majestic Studios Problems, No Feelings und Pretty Vacant auf. In den Denmark Street Rehearsal Rooms und Riverside Studios spielten sie vom 13. bis 30. Juli 9 Titel ein. Mit dem Produzenten Dave Goodman waren sie ebenso im Oktober in den Lansdowne und Wessex Studios. Nach Aufnahmen im November und Dezember arbeiteten die Sex Pistols im Januar und Februar 1977 in den Wessex Sound Studios, um mit dem Produzenten Chris Thomas und dem Toningenieur Bill Price Stücke einzuspielen. Es ging u. a. um God Save the Queen, Pretty Vacant, und E.M.I. Der neue Bassist Sid Vicious spielte beim Titel Bodies, aber seine Fähigkeiten reichten nicht aus, das gesamte Album mit aufzunehmen. Produzent Thomas erklärte, er und Price hätten „den Versuch aufgegeben, Vicious’ Bass-Spur“ zu verwenden. Daher bat die Band ihren Manager McLaren, den früheren Bassisten Glen Matlock zu überzeugen, bei den verbleibenden Sessions zu spielen. Matlock stimmte unter der Bedingung zu, dass er vorher bezahlt würde. Als das Geld jedoch nicht einging, lehnte er seine weitere Teilnahme ab. Daraufhin überzeugte Produzent Thomas den Gitarristen Steve Jones, auch den Bass zu übernehmen. Er spielte dann so überzeugend, dass Thomas ihn für die Bassspuren aller verbleibenden Songs beauftragte. Vier Tage nachdem die Aufnahme abgeschlossen war, unterschrieben die Sex Pistols einen Vertrag bei A&M Records. Doch bereits am 16. März kündigte das Label diesen wieder. Mehrere tausend Exemplare der Single God Save the Queen, die in Kürze hätte erscheinen sollen, wurden vernichtet.

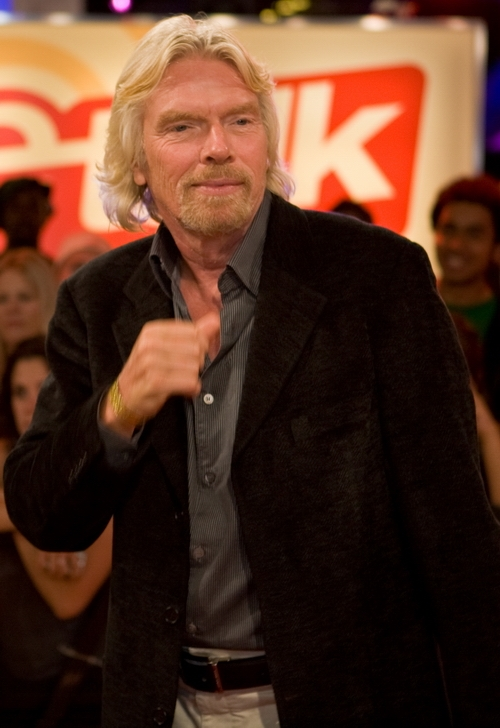
Richard Branson, Virgin

Während die Sex Pistols in den Londoner Wessex Studios Teile ihrer ersten LP aufnahmen, arbeitete dort parallel dazu die bereits erfahrene, erfolgreiche Band Queen an ihrem Album News of the World. Es kam zu verschiedenen Begegnungen und Gesprächen zwischen einigen Bandmitgliedern, zum Teil freundlich und kooperativ, zum Teil provozierend (Sid Vicious) und abgrenzend (Freddie Mercury).
Trotz der Rückschläge wies McLaren die Sex Pistols an, die Arbeit am Album fortzusetzen. Noch während er darüber nachdachte, ob er ein von Virgin Records unterbreitetes Angebot unterzeichnen sollte, unterschrieb er Anfang Mai 1977 einen Vertrag mit der französischen Plattenfirma Barclay Records. Gleichzeitig nahm die Gruppe ihre Arbeit wieder auf. Produzent Thomas verließ die Aufnahmen vorübergehend und ließ Price fünf Titel alleine produzieren.
Inzwischen waren die Sex Pistols von Labels wie CBS, Decca, Pye und Polydor abgelehnt worden, sodass nur noch das Angebot von Virgin übrig blieb. Ihr Manager hoffte immer noch, von einem Major-Label unter Vertrag genommen zu werden. Er wollte deshalb nur eine Single bei Virgin veröffentlichen, um die Attraktivität der Band für größere Plattenfirmen zu erhöhen. Richard Branson, der Besitzer von Virgin, lehnte dies jedoch ab. So unterzeichnete die Band schließlich am 18. Mai einen Vertrag für das ganze Album mit Virgin.
Zwei Wochen später veröffentlichte das Label kurzfristig God Save the Queen als Single. Beim Werben für diese Single erklärte Rotten, dass die Arbeiten am Album noch andauerten. Am 18. Juni kehrte die Band mit Thomas und Price ins Studio zurück, um Holidays in the Sun aufzunehmen, den ersten Song, den sie ohne Glen Matlock geschrieben hatten. In der Nacht nach einem Besuch in einem nahe gelegenen Pub wurden Rotten, Thomas und Price von einer Gruppe von Männern angegriffen. Der Vorfall sorgte am darauf folgenden Tag für Schlagzeilen. Im selben Monat wurden elf der Titel des Albums in Umlauf gebracht, die vom Fanzine 48 Thrills als erstes rezensiert wurden.
1977 war das 25. Thronjubiläums von Königin Elisabeth II. McLaren sorgte durch die öffentliche Präsentation von God Save the Queen für den zugehörigen Skandal: Die Sex Pistols spielten das Stück auf einem angemieteten Ausflugsschiff, das längs des Jubiläumsumzuges auf der Themse fuhr. Gemessen an den Verkaufszahlen kam die Single auf Platz 1 der Hitparade, obwohl sie im öffentlichen Rundfunk tabu war. Allerdings gab es Manipulationen der Charts durch das British Phonographic Institute, sodass die Charts offiziell von Rod Stewarts I Don’t Want to Talk About It angeführt wurden.

## Veröffentlichung
In Großbritannien wurde Never Mind the Bollocks am 28. Oktober 1977 und in den USA am 10. November 1977 veröffentlicht. Der Albumtitel verstärkte die Kontroverse, weil einige das Wort bollocks (Testikel) anstößig fanden. Viele Plattenläden weigerten sich, das Album zu verkaufen. In einigen Charts wurde es nicht aufgeführt, sondern stattdessen nur eine Leerstelle gezeigt.
Bereits vor der Veröffentlichung der Platte kursierten zwei Konkurrenzalben:
Das eine war ein Bootleg mit Namen Spunk mit Aufnahmen von Sex-Pistols-Demos (Dave Goodman). Es wurde von einem Label namens Blank veröffentlicht. Das andere war die französische Pressung von Barclay, bei der Submission in die Songliste aufgenommen wurde. Sie sollte eine Woche vor der Ausgabe von Virgin erscheinen. McLarens separater Handel mit Barclay bedeutete, dass die französische Veröffentlichung nicht gestoppt werden konnte. Da der Virgin-Chef wusste, wie einfach Importe nach Großbritannien möglich sind, beschleunigte Branson die Produktion der Platte, damit sie eine Woche früher als vorgesehen herauskam. Trotzdem war die Barclay-Pressung bereits zu dem Zeitpunkt in Großbritannien erhältlich, als Virgin ihre Version bereit hatte. Zehntausend Exemplare von Virgins Pressung führten irrtümlicherweise nur elf Titel auf der Hülle auf, enthielten jedoch 12.
Trotz der Verfügbarkeit von Spunk und der französischen Ausgabe wurde Here’s the Sex Pistols in Großbritannien mit Spannung erwartet. Es gab 125.000 Vorbestellungen. Never Mind the Bollocks erreichte in der Woche nach der Veröffentlichung Platz eins der britischen Albumcharts. Ein Verbot des Albums durch große Einzelhändler führte dazu, dass die Platte stattdessen von unabhängigen Anbietern gut verkauft wurde.

## Der Titel, Zensur und Verfahren wegen vermeintlicher Obszönität
Ursprünglich sollte das Album God Save Sex Pistols heißen. Jamie Reids Cover-Konzept verzichtete auf ein Foto der Gruppe. Er gestaltete es in neon-rot und -gelb mit ausgeschnittenen Buchstaben in einem Finish, das groben Siebdrucken ähnelt und auf die Typographie eines Erpresserbriefs anspielt. Reid hatte auch schon das Cover der Single God Save the Queen auf ähnliche Art gestaltet. Mitte 1977 wurde der Titel des Albums geändert. Der neue basiert auf einem Satz, den Steve Jones beigetragen hatte: Er erzählt, er habe diesen Satz „Never mind the bollocks“ von zwei Fans aufgeschnappt, die ihn sich gegenseitig immer wieder gesagt hätten. Johnny Rotten erklärte seine Bedeutung als Ausdruck der Arbeiterklasse für „aufhören, Müll zu reden“. Der Titel ist am ehesten mit „Schluss mit dem Scheiß, hier sind die Sex Pistols“ zu übersetzen und unterstreicht den ohnehin provokanten Bandnamen. Eine andere mögliche Übersetzung ist: „Scheiß auf die Klöten, hier sind die Sex-Pistolen!“
In Großbritannien unterlag das Album dem, was der Autor Heylin als „krasse Zensurakte der Medien und des Einzelhandels“ bezeichnete. Die Londoner Polizei besuchte die Filialen von Virgin Record Stores in der Stadt und teilte den Verantwortlichen mit, dass sie wegen Unanständigkeit strafrechtlich belangt werden, falls sie weiterhin Plakate des Album-Covers in ihren Fenstern ausstellten. So sei es durch ein Gesetz von 1899 vorgeschrieben. Die Dekorationen wurden daraufhin entweder abgeschwächt oder entfernt. Am 9. November 1977 kündigte der London Evening Standard jedoch in seiner Schlagzeile Police Move in Punk Disc Shops („Polizeibewegung in Punk-Plattenläden“) an und berichtete, dass ein Virgin-Records-Shopmanager in Nottingham wegen Ausstellens des Albumcovers verhaftet wurde. Er hatte das Wort Bollocks nicht verdeckt. Chris Seale, der Manager des Ladens, schien sich bereitwillig als Zielscheibe zur Verfügung gestellt zu haben. Er sagte, dass er bereits viermal von der Polizei besucht worden war und jedes Mal wieder Exemplare des Albums in den Schaufenstern ausstellte, nachdem sie gegangen war. Nach Seales Festnahme kündigte Branson an, dass er die Prozesskosten des Managers übernehme und den Kronanwalt John Mortimer als Verteidiger beauftrage. In der Zwischenzeit wurde versucht, mit Werbeanzeigen für Never Mind the Bollocks in Musikzeitungen das Thema zu politisieren. Sie zeigten Schlagzeilen in der Zeitung über die Sex-Pistols-Kontroverse, im Sinne von „Das Album wird bleiben. Die Umschlagsgestaltung nicht“.
Das Gerichtsverfahren gegen Seale wegen Obszönität fand am 24. November vor dem Amtsgericht in Nottingham statt. Mortimer stellte den Fall als Diskriminierung durch die Polizei vor. Während seines Kreuzverhörs mit Seale fragte er, warum die Zeitungen The Guardian und Evening Standard (die sich auf den Namen des Albums bezogen hatten) nicht wegen derselben Tat angeklagt worden waren. Als der Oberste Richter seine Fragestellung ansprach, gab Mortimer an, dass offensichtlich eine Doppelmoral im Spiel sei und Bollocks nur als obszön angesehen würden, wenn sie auf dem Titel eines Sex-Pistols-Albums erschienen. Mortimer führte einen sachverständigen Zeugen an, Professor James Kinsley, den Leiter der School of English an der University of Nottingham. Dieser argumentierte, dass das Wort Bollocks nicht obszön sei und ein legitimer Begriff der alten englischen Sprache sei, der sich früher auf einen Priester bezog, was im Zusammenhang damit Unsinn bedeutete. Rechtsanwalt Geoffrey Robertson, der zusammen mit Mortimer erschienen war, wies auf den Professor hin, der sagte, frühere englische Übersetzungen der Bibel verwendeten Bollocks, um sich auf Hoden zu beziehen. Dies wurde in der King-James-Version der Bibel durch das Wort Steine ersetzt. Rotten reichte Robertson einen Zettel mit der Aufschrift: „Keine Sorge, wenn wir den Fall verlieren, benennen wir das Album in Never Mind the Stones, Here’s the Sex Pistols um.“
Das Schlusswort des Vorsitzenden der Verhandlung:
„So sehr meine Kollegen und ich die vulgäre Ausbeutung der niedersten Instinkte der Menschheit für die Erzielung von kommerziellen Gewinnen sowohl von Ihnen, als auch von Ihrem Unternehmen, aus tiefstem Herzen beklagen, müssen wir Sie widerwillig bei jedem der vier Anklagepunkte für nicht schuldig befinden.“

## Inhalt

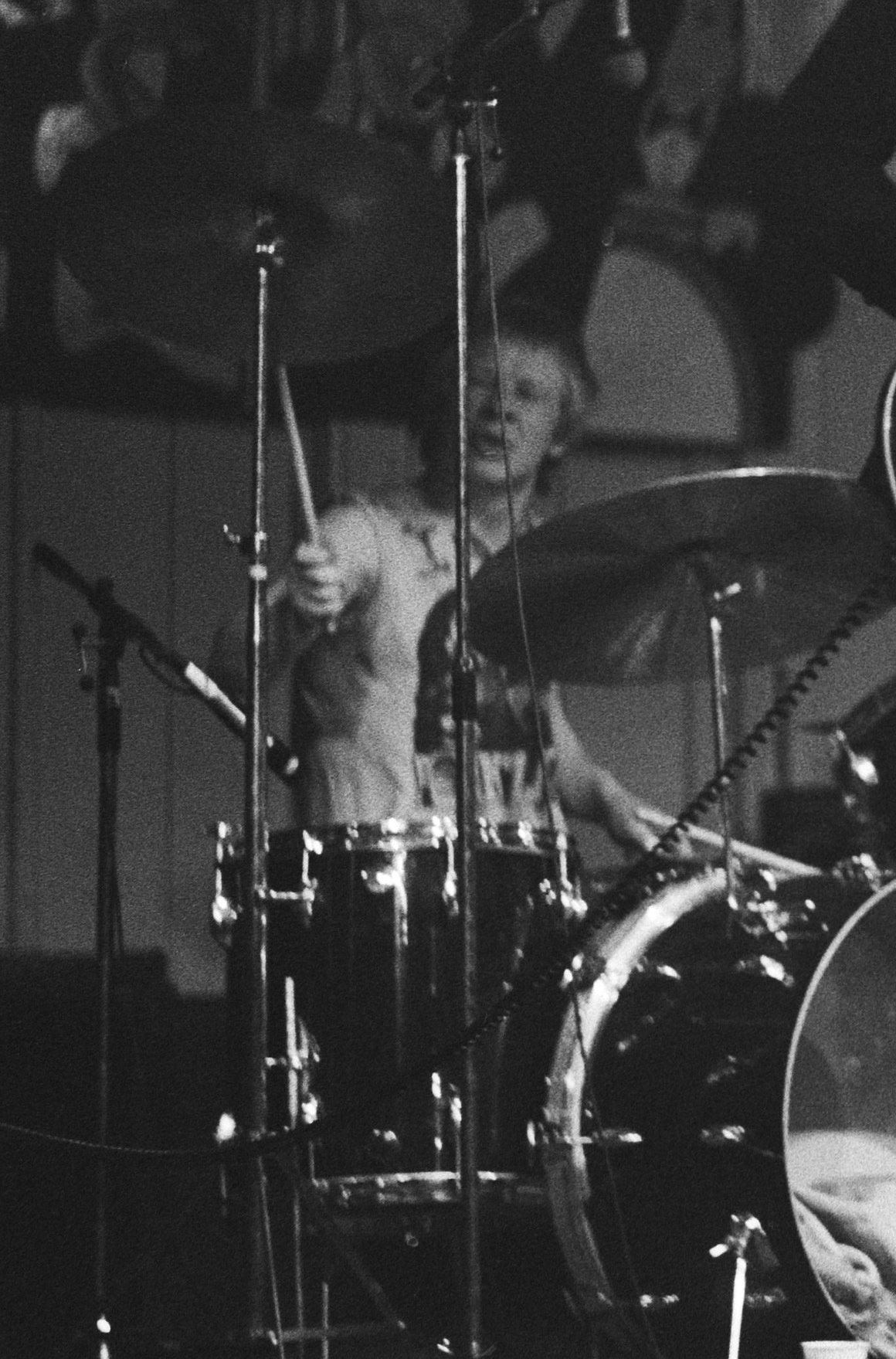
Paul Cook

Neben den beiden vorab veröffentlichten Singles Anarchy in the U. K. und God Save the Queen enthält das Album Songs zu so unüblichen und schockierenden Themen wie Abtreibung/Fehlgeburt (Bodies) und Unterwerfung (Submission). Letzterer ironisiert das Thema. Seventeen zeigt eine gesellschaftliche Antithese. E.M.I. ist eine musikalische Abrechnung mit dem vorherigen Labelpartner und Pretty Vacant die Schilderung einer alternativen Lebensauffassung. Die Titel des Albums sind ein Teil des damaligen Live-Repertoires der Band. Sie sind rauer, aggressiver Rock mit dem charakteristischen Anti-Gesang von John Lydon. Was heute nicht mehr besonders ungewöhnlich erscheint, war damals ein radikaler Bruch mit dem zuvor vorherrschenden Progressive Rock. Es war ein Gegenentwurf zu dessen ausufernden Soli und Arrangements. Die Sex Pistols bedienten mit ihrem Album die aufkeimende Punk- und New-Wave-Bewegung und boten von Bombast befreite, aggressive, einfache und kernige Stücke.

## Titelliste

### 11-Titel-Version
| Nr. | Titel               | komponiert von            | Länge |
| --- | ------------------- | ------------------------- | ----- |
| 01  | Holidays in the Sun | Cook/Jones/Rotten/Vicious | 3:22  |
| 02  | Liar                | Cook/Jones/Matlock/Rotten | 2:41  |
| 03  | No Feelings         | Cook/Jones/Matlock/Rotten | 2:53  |
| 04  | God Save the Queen  | Cook/Jones/Matlock/Rotten | 3:20  |
| 05  | Problems            | Cook/Jones/Matlock/Rotten | 4:11  |

| Nr. | Titel                | komponiert von            | Länge |
| --- | -------------------- | ------------------------- | ----- |
| 06  | Seventeen            | Cook/Jones/Matlock/Rotten | 2:02  |
| 07  | Anarchy in the U. K. | Cook/Jones/Matlock/Rotten | 3:32  |
| 08  | Bodies               | Cook/Jones/Rotten/Vicious | 3:03  |
| 09  | Pretty Vacant        | Cook/Jones/Matlock/Rotten | 3:18  |
| 010 | New York             | Cook/Jones/Matlock/Rotten | 3:07  |
| 011 | E.M.I.               | Cook/Jones/Matlock/Rotten | 3:10  |

### 12-Titel-Version (UK Edition)
| Nr. | Titel               |
| --- | ------------------- |
| 01  | Holidays in the Sun |
| 02  | Bodies              |
| 03  | No Feelings         |
| 04  | Liar                |
| 05  | God Save the Queen  |
| 06  | Problems            |

| Nr. | Titel                |
| --- | -------------------- |
| 07  | Seventeen            |
| 08  | Anarchy in the U. K. |
| 09  | Submission           |
| 010 | Pretty Vacant        |
| 011 | New York             |
| 012 | E.M.I.               |

## Wirkung

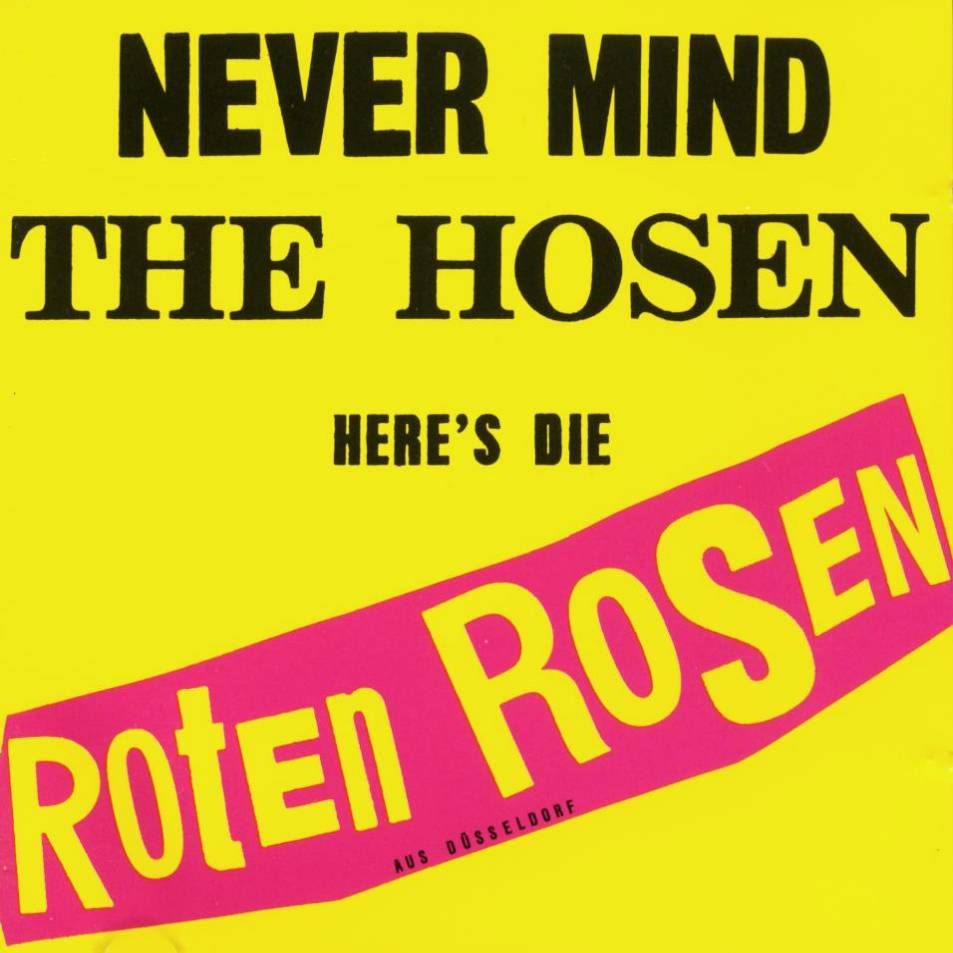
Parodie des Covers von Die Toten Hosen

Never Mind the Bollocks blieb die einzige offizielle Albenveröffentlichung der Band, die sich bereits Anfang 1978 auflöste. Der sich entwickelnde Punk klang schon bald völlig anders und wurde vor allem schneller. Neben der Musik ist die optische Ikonografie neu, die die Sex Pistols und Malcolm McLaren mit der Auswahl des Albumcovers sowie ihrem damaligen Kleidungsstil geschaffen haben. Auch die Attitüde der Musiker bei ihren öffentlichen Auftritten tragen dazu bei. Das auffällige Album markiert den kommerziellen Durchbruch der Punk-Bewegung in der zweiten Hälfte der 1970er Jahre.
In den frühen 1980er Jahren haben The Bollock Brothers das Album im New-Wave-Stil imitiert. Die Toten Hosen ahmten später als Die Roten Rosen Albumtitel und Plattencover für ihr Album Never Mind The Hosen – Here’s Die Roten Rosen nach.
Die Musikzeitschrift Rolling Stone meinte:

“Musically, Never Mind the Bollocks, Here’s the Sex Pistols is just about the most exciting rock & roll record of the Seventies.”

„Musikalisch ist Never Mind the Bollocks, Here’s the Sex Pistols so ziemlich die aufregendste Rock-&-Roll-Platte der Siebziger.“

Die deutsche Ausgabe des Rolling Stone Magazin wählte 2012 Never Mind the Bollocks zum sechstbesten Album aller Zeiten.

## Kommerzieller Erfolg

### Chartplatzierungen
Das Album platzierte sich in Deutschland erstmals nach einer Wiederveröffentlichung im Jahr 2012.
| ChartsChartplatzierungen       | Höchstplatzierung | Wochen |
| ------------------------------ | ----------------- | ------ |
| Deutschland (GfK)              | 77 (1 Wo.)        | 1      |
| Vereinigte Staaten (Billboard) | 106 (12 Wo.)      | 12     |
| Vereinigtes Königreich (OCC)   | 1 (76 Wo.)        | 76     |

### Auszeichnungen für Musikverkäufe
| Land/Region                  | Auszeichnungen für Musikverkäufe (Land/Region, Auszeichnung, Verkäufe) | Verkäufe  |
| ---------------------------- | ---------------------------------------------------------------------- | --------- |
| Italien (FIMI)               | Gold                                                                   | 25.000    |
| Niederlande (NVPI)           | Gold                                                                   | 50.000    |
| Schweden (IFPI)              | Gold                                                                   | 50.000    |
| Vereinigte Staaten (RIAA)    | Platin                                                                 | 1.000.000 |
| Vereinigtes Königreich (BPI) | 2× Platin                                                              | 600.000   |
| Insgesamt                    | 3× Gold · 3× Platin ·                                                  | 1.725.000 |

## Coverversionen
Alberto Y Lost Paranoias veröffentlichten 1978 das Album Skite mit ihrer Version von Anarchy in the UK. 1983 veröffentlichten die The Bollock Brothers eine Titel-für-Titel-Coverversion des Albums mit dem Namen Never Mind the Bollocks 1983. Die Thrash-Metal-Band Megadeth brachte 1988 ihr drittes Album So Far, So Good… So What! mit einer Coverversion von Anarchy in the UK heraus. Für die EP Hidden Treasures spielte Megadeth auch eine Coverversion von Problems ein. Die Glam-Metal-Band Mötley Crüe coverte 1991 Anarchy in the UK für ihre Kompilation, Decade of Decadence 81–91. Die südkoreanische Band No Brain veröffentlichte 2001 beim Cujo Entertainment Label ebenso eine Titel-für-Titel-Coverversion des Albums mit dem Titel Never Mind The Sex Pistols, Here’s The No Brain. Galaxie 500 veröffentlichte 2005 eine Coverversion von Submission auf ihrem Album Peel Sessions, das 1989 und 1990 eingespielt worden war. Eine rein akustische Track-by-Track-Coverversion des Albums wurde 2006 von Artichoke herausgebracht. Auch die Folk-Punk-Band Mr. Irish Bastard spielte 2011 eine Coverversion des ganzen Albums ein und nannte es Never Mind the Bastards, Here’s Mr. Irish Bollocks. Für ihr 1999 erschienenes Coveralbum Coverkill spielte die Thrash-Metal-Band Overkill eine Coverversion von No Feelings ein.